# Convent de Sant Francesc de Paula de Ponts
El Convent de Sant Francesc de Paula de Ponts va ser un petit convent sense claustre de frares mínims fundat a Ponts el 1625 o 1651 segons la font, i que va tenir activitat fins l'exclaustració el 1835.
El 1835 la comunitat de quatre o cinc religiosos es va dispersar, amb l'excepció del frare Antoni Cots de Manresa, que ha estat anomenat "ànima de la defensa de Ponts". Aquest religiós, convertit en un fervent liberal, es va quedar al capdavant de la parròquia de Santa Maria de Ponts fins al 1846 i ell mateix va liderar l'enderrocament de l'edifici secundat per un grup de joves exaltats. Segons Gaietà Barraquer el frare s'acabà retirant a Manresa on es va penedir dels fets. A sobre del solar s'hi feren altres construccions i s'hi va fer passar la carretera de Lleida a la Seu d'Urgell.